# Luca Garri
Luca Garri, né le 3 janvier 1982 à Asti, est un basketteur italien, évoluant au poste de pivot.

## Club
- 1999-2000 :  Zucchetti Montecatini
- 2000-2004 :  Mabo Prefabbricati Livorno
- 2004-2005 :  Lottomatica Rome
- 2005-2006 :  Angelico Biella
- 2006-2007 :  Lottomatica Rome
- 2007-2008 :  Virtus Bologne
- Depuis 2008 :  Pallacanestro Biella

## Palmarès

### Sélection nationale
Jeux olympiques d'été
- Médaille de argent des Jeux olympiques de 2004 à Athènes, Grèce

Championnat du monde
- 9e des Championnats du monde 2006, Japon

Jeux méditerranéens
- Médaille d'or des Jeux méditerranéens 2005 à Almeria, Espagne